# Encephalartos umbeluziensis
Encephalartos umbeluziensis és una espècie de gimnosperma de la divisió Cycadophyta, família Zamiaceae, originària de l'est de la regió de la Ciutat del Cap (Sud-àfrica). L'hàbit és subterrani amb poques fulles erectes en el lloc de la corona. Encephalarthos umbeluziensis es distingeix del grup d'espècies E. ngoyanus i E. cerinus per les llargues fulles verd fosc amb un pecíol-espina dorsal lliure i fullets ben espaiats que porten 1-2 dents en els marges més baixos, i la manca de llana a la corona. E. umbeluziensis és també similar a E. villosus, que es distingeix per les fulles més llargues, arquejades amb les làmines inferiors a la reducció d'espines al pecíol, i la corona llanosa. Encephalartos umbeluziensis es distribueix per Moçambic i Eswatini, però es restringeix a la vall del riu Umbeluzi, en matolls secs baixos. Originalment classificat com a vulnerable en 2003, però qualificat com en perill basat en la petita extensió de la presència (336 km²) i l'àrea d'ocupació, i la contínua disminució per causa de la destrucció de d'hàbitat i l'eliminació de les plantes. També qualificat com En Perill en el criteri C1 per causa de la grandària de la població sent menor a 2.500 individus madurs i la contínua disminució que s'estima que superarà el 20% en dues generacions (un límit de 100 anys). El nom Encephalartos deriva d'una paraula grega que significa "pa al cap" i es refereix al material farinós, com midó d'algunes espècies utilitzades tradicionalment com a aliment. El nom de l'epítet específic umbeluziensis fa referència al lloc d'origen, el riu Mbeluzi a Eswatini, amb la terminació llatinitzada ensis la qual especifica el lloc d'origen.